# 大洋洲足球俱樂部列表

AFC所屬成員國在國際足協六個地區性足球協會的位置圖

本條目列出來自大洋洲頂級足球聯賽的足球俱樂部，按所屬國家的英文名稱順序排列，本條目所列明的國家只包括大洋洲足協所屬成員國，新西蘭，巴布亞新幾內亞，兩者之間的國家（除了澳大利亞）和密克羅尼西亞的部分。
澳大利亞和關島的足球協會是亞洲足協所屬成員國，澳大利亞以前是大洋洲足協成員，但已離開，北馬里亞納群島的足球協會是亞洲足協臨時準會員（以前是大洋洲足協準成員，但已經離開）。吉里巴斯、密克羅尼西亞群島、紐埃、帛琉和吐瓦魯的足球協會是大洋洲足協的準成員（但不是FIFA會員）。馬紹爾群島、諾魯、諾福克島，皮特肯群島，托克勞和瓦利斯和富圖納是主權國家的屬地，不是大洋洲足協或其他任何足協聯盟的成員。
每個大洋洲頂級聯賽的參賽球會按英文名稱順序排列，各間球會會列明官方的英文名稱或者當地官方名稱，粗體字則代表應屆聯賽冠軍。
| 美屬薩摩亞 \| 庫克群島 \| 斐濟 \| 吉里巴斯 \| 密克羅尼西亞聯邦 \| 新喀多里亞 \| 紐西蘭 \| 紐埃 \| 帕勞 \| 巴布亞新幾內亞 \| 薩摩亞 \| 索羅門群島 \| 法屬玻里尼西亞 \| 湯加 \| 吐瓦魯 \| 萬那杜 |

## 美屬薩摩亞
- 國家： 美屬薩摩亞
- 足球協會：美屬薩摩亞足球協會
- 最高級別聯賽：FFAS高級聯賽（FFAS Senior League）
- 聯賽奪冠最多：帕果青年、潘薩（4次）[1]

## 庫克群島
- 國家： 庫克群島 庫克群島
- 足球協會：庫克群島足球協會
- 最高級別聯賽：庫克群島回合杯（Cook Islands Round Cup）
- 聯賽奪冠最多：蒂蒂卡韋卡（14次）[2]

## 斐濟
- 國家： 斐济
- 足球協會：斐濟足球協會
- 最高級別聯賽：斐濟超級足球聯賽（National Football League (Fiji)）
- 聯賽奪冠最多：巴F.C.（21次）[3]

## 吉里巴斯
- 國家： 吉里巴斯
- 足球協會：吉里巴斯足球協會
- 最高級別聯賽：吉里巴斯全國錦標賽（Kiribati National Championship）
- 聯賽奪冠最多：比休島鎮議會（2次）

## 密克羅尼西亞聯邦
- 國家： 密克羅尼西亞聯邦 密克羅尼西亞聯邦聯邦
- 足球協會：密克羅尼西亞聯邦足球協會
- 最高級別聯賽：沒有
- 聯賽奪冠最多：不適用

## 新喀多里亞
- 國家： 新喀里多尼亞 新喀多里亞
- 足球協會：新喀多里亞足球協會
- 最高級別聯賽：新喀里多尼亞足球超級聯賽（New Caledonia Super Ligue）
- 聯賽奪冠最多：AS紫紅（8次）

## 新西蘭
- 國家： 新西兰 新西蘭
- 足球協會：新西蘭足球協會
- 最高級別聯賽：紐西蘭足球錦標賽（New Zealand Football Championship）
- 聯賽奪冠最多：奧克蘭城（11次）

2020–21年紐西蘭足球錦標賽參賽隊伍共有 8 支。
| 中文名稱         | 英文名稱                       | 所在城市 | 上季成績 |
| ---------------- | ------------------------------ | -------- | -------- |
| 奧克蘭城         | Auckland City FC               | 奧克蘭   | 第 1 位  |
| 威靈頓           | Team Wellington                | 惠靈頓   | 第 2 位  |
| 韋達基利聯       | Waitakere United               | 奧克蘭   | 第 3 位  |
| 東部市郊         | Eastern Suburbs AFC            | 奧克蘭   | 第 4 位  |
| 哈密爾頓流浪者   | Hamilton Wanderers AFC         | 哈密爾頓 | 第 6 位  |
| 威靈頓鳳凰預備組 | Wellington Phoenix FC Reserves | 惠靈頓   | 第 8 位  |
| 豪克斯灣         | Hawke's Bay United FC          | 內皮爾   | 第 9 位  |
| 坎特伯雷聯龍隊   | Canterbury United Dragons      | 基督城   | 第 10 位 |

## 紐埃
- 國家： 紐埃
- 足球協會：紐埃足球協會
- 最高級別聯賽：紐埃足球錦標賽（Niue Soccer Tournament）
- 聯賽奪冠最多：Talava F.C.（4次）

## 帕勞
- 國家： 帛琉 帕勞
- 足球協會：帕勞足球協會
- 最高級別聯賽：帕勞足球聯賽（Palau Soccer League）
- 聯賽奪冠最多：孟加拉隊（3次）

## 巴布亞新幾內亞
- 國家：  巴布亞新幾內亞
- 足球協會：巴布亞新幾內亞足球協會
- 最高級別聯賽：巴布亞紐幾內亞全國足球聯賽（Papua New Guinea National Soccer League）
- 聯賽奪冠最多：PRK Hekari United (8次)

## 薩摩亞
- 國家： 萨摩亚 薩摩亞
- 足球協會：薩摩亞足球協會
- 最高級別聯賽：薩摩亞全國聯賽（Samoa National League）
- 聯賽奪冠最多：Vaivase-tai (6次)

## 所羅門群島
- 國家： 所罗门群岛 所羅門群島
- 足球協會：所羅門群島足球協會
- 最高級別聯賽：索羅門群島全國俱樂部錦標賽（Solomon Islands National Club Championship或Telekom National Club Championship）
- 聯賽奪冠最多：科霍哈勒（4次）

## 大溪地
- 國家： 法屬玻里尼西亞 大溪地
- 足球協會：大溪地足球總會
- 最高級別聯賽：大溪地甲組足球聯賽（Tahiti Ligue 1）
- 聯賽奪冠最多：AS體育中心（21次）

## 湯加
- 國家： 湯加
- 足球協會：湯加足球協會
- 最高級別聯賽：湯加大聯盟（Tonga Major League）
- 聯賽奪冠最多：哈派群島樂透聯（14次）

## 圖瓦盧
- 國家：  圖瓦盧
- 足球協會：圖瓦盧足球協會
- 最高級別聯賽：圖瓦盧甲組聯賽（Tuvalu A-Division）
- 聯賽奪冠最多：Nauti FC（8次）

## 瓦努阿圖
- 國家：  瓦努阿圖
- 足球協會：萬那杜足球總會
- 最高級別聯賽：瓦努阿圖電信聯賽（Telekom Vanuatu League）
- 聯賽奪冠最多：塔菲阿FC（15次）

## 外部連結
- Official Website
- Fiji National League Tables